# Choneziphius

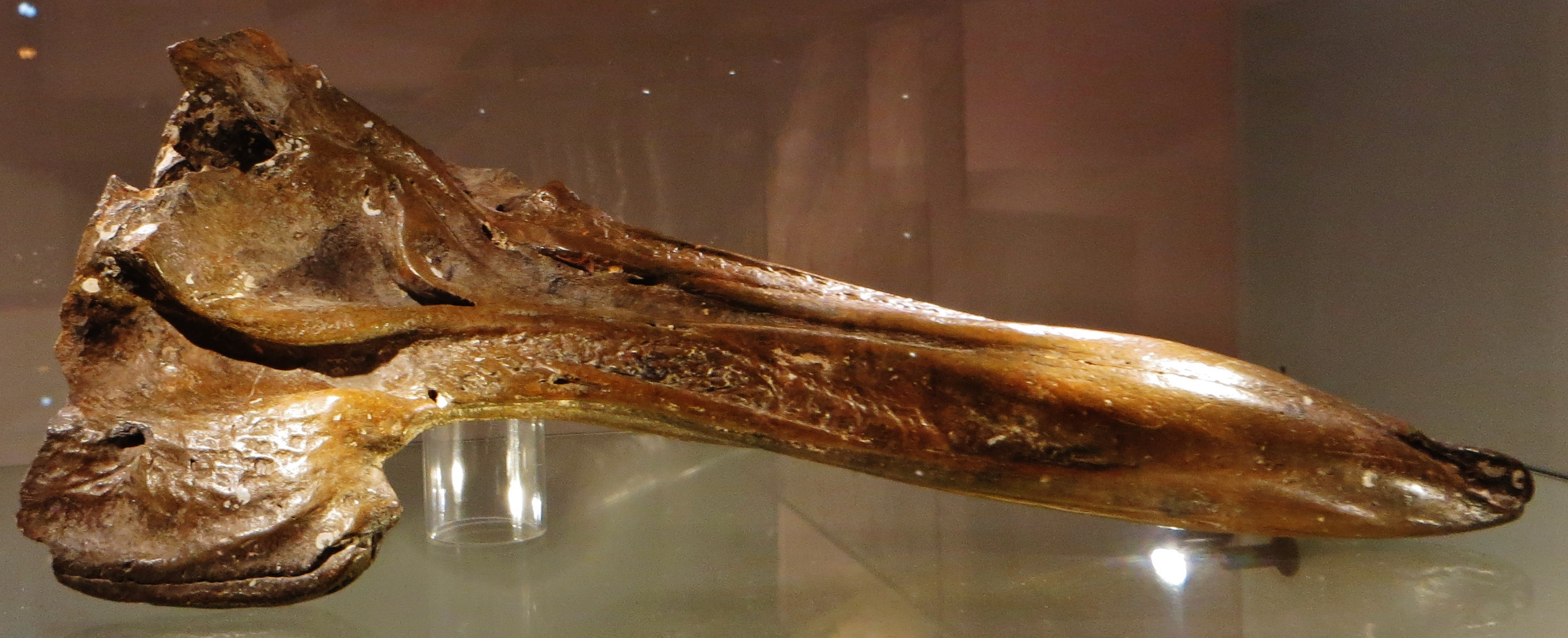
Череп

Choneziphius — вимерлий рід китоподібних зіфіїд з двома видами, відомими з міоцену: C. planirostris і C. leidyi. Відомий з берегів Бельгії, Португалії та Іспанії.